# Villapalacios
Villapalacios es un municipio español situado al sureste de la península ibérica, en la provincia de Albacete, dentro de la comunidad autónoma de Castilla-La Mancha. Cuenta con una población de 562 habitantes (INE 2024). 
Junto a las localidades de Cotillas, Bienservida, Villaverde de Guadalimar y Riópar forma parte del Señorío de las Cinco Villas, subcomarca histórica dentro de la misma Sierra de Alcaraz.
También es conocida por ser la localidad donde residen los integrantes de la peña "Jesús Hidalgo" y la peña "La Brida" dos pequeñas asociaciones de jóvenes que buscan fomentar la cultura y tradiciones locales.

## Geografía
Integrado en la comarca de Sierra de Alcaraz, se sitúa a 96 kilómetros de Albacete. El término municipal está atravesado por la carretera nacional N-322, entre los pK 255 y 262, además de por una carretera local que permite la comunicación con Albaladejo. 
El relieve del municipio está definido por tres zonas diferenciadas de oeste a este. El sector occidental está ocupado por la sierra del Relumbrar, que se va suavizando hasta alcanzar el valle del río Guadalmena, que recorre el territorio recogiendo las aguas del río Salobre, del río de la Mesta y del arroyo de la Fuente del Espino. En el sector oriental se encuentran las primeras estribaciones de la sierra de Alcaraz. La altitud oscila entre los 1358 metros al este, ya en la sierra de Alcaraz, y los 700 metros a orillas del río Guadalmena. El pueblo se alza a 800 metros sobre el nivel del mar. 
| Noroeste: Alcaraz     | Norte: Alcaraz y Vianos | Nordeste: Salobre    |
| Oeste: Alcaraz        |                         | Este: Salobre        |
| Suroeste: Bienservida | Sur: Bienservida        | Sureste: Bienservida |

## Demografía
Cuenta con una población de 562 habitantes (INE 2024).
| Gráfica de evolución demográfica de Villapalacios entre 1842 y 2021                                                   |
| |
| Población de derecho según los censos de población del INE. Población de hecho según los censos de población del INE. |

En 2022 el periodista José Ángel Montañés Bermúdez publica el libro Entre espadas y crucifijos, un recorrido por la historia y los personajes destacados del municipio de Villapalacios en el siglo XVI.

## Administración
Pertenece al partido judicial de Alcaraz.
| Periodo   | Nombre                       | Partido       |
| --------- | ---------------------------- | ------------- |
| 1979-1983 | Manuel Montano Morales       | PSOE          |
| 1983-1987 | Manuel Montano Morales       | PSOE          |
| 1987-1991 | Manuel Montano Morales       | PSOE          |
| 1991-1995 | Manuel Montano Morales       | PSOE          |
| 1995-1999 | Manuel Montano Morales       | PSOE          |
| 1999-2003 | José Julián González         | Independiente |
| 2003-2007 | Manuel Montano Morales       | PSOE          |
| 2007-2011 | Mª Isabel Serrano Prada      | PP            |
| 2011-2015 | Mª Isabel Serrano Prada      | PP            |
| 2015-2019 | José Ángel Rodríguez Herrera | PSOE          |
| 2019-2023 | José Ángel Rodríguez Herrera | PSOE          |
| 2023-act. | José Pajares Linares         | PP            |

## Patrimonio

### Iglesia de San Sebastián
Por Real Decreto del 17 de febrero de 1978, la iglesia de San Sebastián fue declarada Monumento Histórico-Artístico Nacional. 
Es una construcción de los siglos XV y XVI de estilo gótico tardío, de planta rectangular, con arcos de diafragma que dividen el espacio en siete tramos, incluida la cabecera y cubierta de madera a dos aguas. Por el espacio resultante y los pilares adosados, la cabecera quizá debió cubrirse con bóveda de crucería. A los pies, se levanta la torre del campanario. 
El coro es la parte más artística de la iglesia. Está compuesto por largas vigas de madera colocadas horizontalmente y una columna también de madera, colocada verticalmente en el centro y que sirve para sostener el coro. En las vigas horizontales sobresalen unas ménsulas (salientes que sirven de soporte a otros elementos arquitectónicos), talladas en forma de cabezas. En las vigas laterales y en la columna central, se pueden admirar cuatro impresionantes y artísticas cabezas de madera. 
Se realizaron bajo las órdenes de los primeros Condes de Paredes, Rodrigo o Pedro Manrique de Lara, familia que rigió el destino de esta localidad, cabeza del Señorío de las Cinco Villas de la Sierra de Alcaraz formado por Villapalacios, Bienservida, Villaverde de Guadalimar, Cotillas y Riópar, durante siglos. 
Sobre este coro se alza una singular tribuna renacentista de valiosas maderas donde resaltan doce cabezas de personajes casi todos ellos representados como monstruosos, con orejas puntiagudas, ojos saltones, dientes enormes e incluso cuernos. Bajo el coro pueden apreciarse decoraciones polícromas con motivos mudéjares, muestras vegetales formadas por pámpanas y racimos de uva entre líneas ondulantes y motivos geométricos, constituyendo el pasaporte artístico y pictórico más valioso del recinto, debido a su buena conservación desde la Edad Media. 
Otra pieza a destacar es la pila bautismal labrada en piedra. Sobre ella se puede contemplar una antigua talla de la Virgen. Sobre la puerta, se ha repuesto en la última restauración el escudo de los Manrique del siglo XVI, cuya historia esta estrechamente ligada con la del municipio.

### Mirador de la Glorieta
Dentro del mismo pueblo encontramos el Mirador de la Glorieta que nos sirve de balcón, según reza el dicho popular: “Villapalacios, balcón de la Mancha y puerta de Andalucía”. Desde allí se ve todo el valle del río Mesta, al frente El Padrón con sus 1771 metros de altura y sobre todo los inicios de la sierra del Segura en Andalucía. Si es de noche, hasta podemos ver iluminado el Castillo de Chiclana de Segura, situado a más de cincuenta kilómetros de Villapalacios. 

### Lápida de los Condes de Paredes
Gran losa de piedra caliza denominada “Lápida de los Condes de Paredes”, aunque en realidad es de uno de sus hijos. Se halló en el cementerio de Villapalacios a mediados de la década de 1960. Presenta una inscripción que cubre toda la superficie excepto el vértice inferior izquierdo, donde está grabado el escudo de los Condes. Debió ser fabricada según la traza de dicho escudo, hacia el año 1570. Se observan orificios en toda la superficie, que ya debían de existir en el momento de realizar la inscripción. El material fue extraído con toda probabilidad de una cantera situada a escasa distancia del casco urbano. 
Esta lápida se encuentra en el Aula Temática de Villapalacios.

## Fiestas
Las fiestas patronales se celebran del 13 al 17 de septiembre, aunque puede haber alguna modificación en función del fin de semana y la fiesta patronal del día 14, día del Santísimo Cristo de la Vera Cruz.
También se celebra San Isidro (15 de mayo) y la romería de San Cristóbal (también en mayo).

## Villapalacios FS
Villapalacios ha contado con uno de los mejores equipos de fútbol sala base de la provincia y de la región, el Villapalacios FS (VFS). 
El equipo entrenado por Víctor Beas tuvo 6 exitosos años, sacando algunos grandes jugadores de la localidad como Carmen, jugadora de primera división en el Albacete o Iván, campeón y subcampeón de España de selecciones autonómicas. Además de otros de pueblos de alrededor, como Raúl, que se marchó al Inter Movistar.
El Villapalacios FS ha conseguido ganar 2 Ligas Provinciales, además de 4 subcampeonatos en 6 temporadas. Ha sido campeón comarcal en las 5 ediciones disputadas y de la Copa Provincial también en las 3 disputadas. Ganó la única edición de la Copa Más Activa Regional en 2013. Su mayor éxito lo consiguió en la temporada 2014-2015 jugando en Villanueva de la Fuente, por no disponer de instalaciones, siendo Campeón de Castilla-La Mancha, ganando Liga y Copa Regional y jugando el Campeonato de España de clubes enfrentando a grandes clubes como ElPozo Murcia y el Real Betis FSN.